# Gaius Aquilius
Gaius Aquilius (Tuscus?) (* um 520 v. Chr.; † nach 487 v. Chr.) war ein römischer Politiker im 5. Jahrhundert v. Chr.
Aquilius entstammte einer patrizischen Familie. Sein Cognomen Tuscus ist nur beim Chronographen von 354 belegt; möglicherweise lautete es auch Sabinus. Er bekleidete im Jahr 487 v. Chr. zusammen mit Titus Siccius das Konsulat und führte in seiner Amtszeit ein Heer gegen die Herniker. Für seinen siegreichen Kampf bewilligte ihm der Senat eine Ovatio.